# جسر بنجامين فرانكلين
جسر بنجامين فرانكلين - المعروف عادة بجسر بِن فرانكلين والمُسمى أصلاً بجسر نهر ديلاوير - هو من الجسور المُعلقَة بعرض نهر ديلوير ويصل بين فيلادلفيا،بنسلفانيا وكامدين، ونيوجيرسي. ويصل أيضاً بعدة جسور منها بيتسي روس، والت وايتمان، وتاكوني بالميرا، إن جسر بنجامين فرانكلين واحداً من أهم أربعة جسور للمركبات تصل بين فيلادلفيا وجنوب نيوجيرسي. إن جسر كومودور باري في ديلوير كونتي، ببنسلفانيا وجسر برلينجتون-بريستول في بك كونتي، بنسلفانيا يصل حضر فيلادلفيا بجنوب نيوجيرسي.
الجسر يملكه وتشغله هيئة ميناء نهر ديلوير.

## التاريخ والاستخدام
إن كبير المهندسين، المشرف على بناء الجسر، هو من أصل بولندي واسمه رالف مودجيسكي. كما أن مصمم المشروع هو ليون موسيف، والمهندس المعماري المشرف هو بول فيليب كرت.
تم الانتهاء من المشروع في 1 يوليو، 1926 بطول بحر مساوي 1750 قدم (533 متر). ولذلك فقد تم تصنيفه عالمياً كأطول بحر لجسر معلق في العالم. استمر ذلك حتى تم افتتاح جسر أمباسادور عام 1929.
يحمل الجسر عدة طرق سريعة منها: أي-676 ويو إس 30، تم الانتهاء من الأخير بعد الافتتاح أو بعدها بقليل. قبل ترقيم طرق ولاية نيوجيرسي عام 1953، طريق 25، طريق 43، وطريق 45 الذي ينتهي عند منتصف الجسر. يحمل الجسر أيضاً مؤسسة ترانزيت الميناء.

## طرق المشاة
يوجد طرق للمشاة على طول جانبي الجسر، مرتفعاً على نظيره الخاص بالمركبات ومنفصل أيضاً؛ من كل هذه الحارات هناك واحداً فقط مفتوح لفترة محددة من 8 صباحاً وحتى 8 مساءً. قامت الهيئة المسئولة (DPRA) بغلق طرق المشاة مؤقتاً للعامة وذلك بعد يوم 7 يوليو 2005، تحسباً لشئون أمنية.
تقوم نفس الهيئة أيضاً بغلق الطريق في حال سقوط الثلوج. كما قامت من قبل من غلق الطريق أثناء عاصفة إيرين الذي حدث في 2011.